# Melinda Dillon
Melinda Ruth Dillon (Hope, Arkansas, 1939. október 13. – Los Angeles, 2023. január 9.) amerikai színésznő.

## Élete és pályafutása
1963-ban Broadway-es debütálásáért a Nem félünk a farkastól című darabban Tony-díjra jelölték. Filmszínésznőként két alkalommal kapott Oscar-jelölést, mint legjobb női mellékszereplő: az 1977-es Harmadik típusú találkozások és az 1981-es A szenzáció áldozata című filmekért. Az 1976-os Dicsőségre ítélve című életrajzi filmért Golden Globe-díjra jelölték. 
További fontosabb filmjei közé tartozik az Ö.K.Ö.L. (1978), a Karácsonyi történet (1983), Az Óriásláb és Hendersonék (1987), a Hullámok hercege (1991) és a Magnólia (1999).

## Filmográfia

### Film
| Év   | Magyar cím                             | Eredeti cím                                      | Szerep           | Magyar hang     |
| ---- | -------------------------------------- | ------------------------------------------------ | ---------------- | --------------- |
| 1969 | Április bolondja                       | The April Fools                                  | Leslie Hopkins   |                 |
| 1976 | Dicsőségre ítélve                      | Bound for Glory                                  | Mary             |                 |
| 1977 | Jégtörők                               | Slap Shot                                        | Suzanne Hanrahan | Rácz Kati       |
| 1977 | Harmadik típusú találkozások           | Close Encounters of the Third Kind               | Jillian Guiler   | Tóth Enikő      |
| 1977 | Harmadik típusú találkozások           | Close Encounters of the Third Kind               | Jillian Guiler   | Bertalan Ági    |
| 1978 | Ö.K.Ö.L.                               | F.I.S.T.                                         | Anna Zarinkas    |                 |
| 1979 | Muppet-show                            | The Muppet Movie                                 | nő léggömbbel    |                 |
| 1981 | A szenzáció áldozata                   | Absence of Malice                                | Teresa           | Vándor Éva      |
| 1983 | Karácsonyi történet                    | A Christmas Story                                | Parker anya      |                 |
| 1984 | Dalszerző                              | Songwriter                                       | Honey Carder     |                 |
| 1987 | Az Óriásláb és Hendersonék             | Harry and the Hendersons                         | Nancy Henderson  | Bencze Ilona    |
| 1989 | Kisvárosi vagányok                     | Staying Together                                 | Eileen McDermott |                 |
| 1990 |                                        | Spontaneous Combustion                           | Nina             |                 |
| 1990 | Amerika kapitány                       | Captain America                                  | Mrs. Rogers      |                 |
| 1991 | Hullámok hercege                       | The Prince of Tides                              | Savannah Wingo   | Csere Ágnes     |
| 1994 | Végső bosszú (Indián vér)              | Sioux City                                       | Leah Goldman     |                 |
| 1995 | Wong Foo, kösz mindent! – Julie Newmar | To Wong Foo, Thanks for Everything, Julie Newmar | Merna            | Timkó Eszter    |
| 1995 | A szerelem színei                      | How to Make an American Quilt                    | Mrs. Darling     |                 |
| 1996 |                                        | Entertaining Angels: The Dorothy Day Story       | Aloysius nővér   |                 |
| 1999 | Magnólia                               | Magnolia                                         | Rose Gator       | Szilágyi Zsuzsa |
| 2001 | A bika tüze                            | Cowboy Up                                        | Rose Braxton     | Orosz Anna      |
| 2004 |                                        | Debating Robert Lee                              | Mrs. Lee         |                 |
| 2005 |                                        | Adam & Steve                                     | Dottie           |                 |
| 2007 | Üres város                             | Reign Over Me                                    | Ginger Templeman | Bánfalvy Ágnes  |

### Televízió
| Év        | Magyar cím                               | Eredeti cím                       | Szerep                            | Megjegyzések                                     |
| --------- | ---------------------------------------- | --------------------------------- | --------------------------------- | ------------------------------------------------ |
| 1963      |                                          | The Defenders                     | Jeannie Birch                     | 1 epizód                                         |
| 1964      |                                          | East Side/West Side               | Stacey Barbella                   | 1 epizód                                         |
| 1969      |                                          | Bonanza                           | Cissy Summers                     | 1 epizód                                         |
| 1975      |                                          | The Jeffersons                    | Daphne                            | 1 epizód                                         |
| 1976      |                                          | Sara                              | Lily Henchard                     | 1 epizód                                         |
| 1977      |                                          | Enigma                            | Dora Herren                       | tévéfilm                                         |
| 1979      |                                          | CHiPs                             | ismeretlen szerep                 | 1 epizód                                         |
| 1980      |                                          | The Shadow Box                    | Agnes                             | tévéfilm                                         |
| 1981      |                                          | Fallen Angel                      | Sherry Phillips                   | tévéfilm                                         |
| 1981–1984 |                                          | Insight                           | Janet / rejtélyes nő / Susie / nő | 4 epizód                                         |
| 1982      |                                          | Le Jongleur de Notre Dame         | Dulcy                             | tévéfilm                                         |
| 1983      |                                          | The Mississippi                   | ismeretlen szerep                 | 1 epizód                                         |
| 1983      |                                          | Right of Way                      | Ruda Dwyer                        | tévéfilm                                         |
| 1985      |                                          | The Twilight Zone                 | Penny                             | 1 epizód                                         |
| 1985      |                                          | Space                             | ismeretlen szerep                 | minisorozat                                      |
| 1986      |                                          | Shattered Spirits                 | Joyce Mollencamp                  | tévéfilm                                         |
| 1989      | Végzetes utóhatás                        | Nightbreaker                      | Paul Brown                        | tévéfilm                                         |
| 1993      |                                          | Judgment Day: The John List Story | Elanor List                       | tévéfilm                                         |
| 1994      | Életveszély                              | State of Emergency                | Betty Anderson                    | tévéfilm                                         |
| 1994      | Vallomások: A gonosz két arca            | Confessions: Two Faces of Evil    | Carol Mothershed                  | - tévéfilm - magyar hangja: - Menszátor Magdolna |
| 1995      |                                          | The Client                        | Verna Caldwell                    | 1 epizód                                         |
| 1996      | Kisvárosi rejtélyek                      | Picket Fences                     | Mrs. Klausner                     | 1 epizód                                         |
| 2001      | Amynek ítélve                            | Judging Amy                       | Violet Loomis                     | 1 epizód                                         |
| 2003      |                                          | The Lyon's Den                    | Charlotte Barrington              | 1 epizód                                         |
| 2003      | A festett ház                            | A Painted House                   | Gran Chandler                     | tévéfilm                                         |
| 2005      | Esküdt ellenségek: Különleges ügyosztály | Law & Order: Special Victims Unit | Jenny Rogers                      | 1 epizód                                         |
| 2007      |                                          | Heartland                         | Janet Jacobs                      | 3 epizód                                         |

## Fontosabb díjak és jelölések
| Év   | Díj                     | Kategória                        | Mű                           | Eredmény |
| ---- | ----------------------- | -------------------------------- | ---------------------------- | -------- |
| 1976 | Golden Globe-díj        | az év színésznő felfedezettje    | Dicsőségre ítélve            | Jelölve  |
| 1977 | Szaturnusz-díj          | legjobb női főszereplő           | Harmadik típusú találkozások | Jelölve  |
| 1977 | Oscar-díj               | legjobb női mellékszereplő       | Harmadik típusú találkozások | Jelölve  |
| 1981 | Oscar-díj               | legjobb női mellékszereplő       | A szenzáció áldozata         | Jelölve  |
| 1987 | Szaturnusz-díj          | legjobb női főszereplő           | Az Óriásláb és Hendersonék   | Jelölve  |
| 1999 | Screen Actors Guild-díj | legjobb szereplőgárda (mozifilm) | Magnólia                     | Jelölve  |

## Fordítás
- Ez a szócikk részben vagy egészben  a   Melinda Dillon című angol Wikipédia-szócikk ezen változatának fordításán alapul.  Az eredeti cikk szerkesztőit annak laptörténete sorolja fel. Ez a jelzés csupán a megfogalmazás eredetét és a szerzői jogokat jelzi, nem szolgál a cikkben szereplő információk forrásmegjelöléseként.